# Старий Лог
Старий Лог (словен. Stari Log) — поселення в общині Кочев'є, регіон Південно-Східна Словенія, Словенія. Висота над рівнем моря: 399,5 м.